# Autopista AP-69
Die Autopista AP-69 oder Autopista Dos Mares soll eine mautpflichtige Autobahn in Spanien werden. Die geplante Autobahn soll in Pesquera beginnen und bei Miranda de Ebro enden.

## Größere Städte an der Autobahn
- Pesquera
- Miranda de Ebro